# Beire
Beire település Spanyolországban, Navarra autonóm közösségben. Beire San Martín de Unx, Ujué, Pitillas és Olite községekkel határos. Lakosainak száma 288 fő (2024).

## Népesség
A település népessége az elmúlt években az alábbi módon változott:
| Lakosok száma | 307  | 310  | 306  | 342  | 334  | 303  | 301  | 286  | 301  | 288  |
|               | 2001 | 2004 | 2006 | 2009 | 2011 | 2014 | 2016 | 2019 | 2021 | 2024 |